# Пнеумонектомија
Пнеумонектомија (или пнеумектомија) јесте хируршка процедура за уклањање плућа. Први пут је успешно изведена  1933. године од стране  др Евартса Грејема. Ову процедуру не треба мешати са лобектомијом или сегментектомијом, која уклања само један део плућа.
Постоје две врсте пнеумонектомије: једноставна која уклања само плућа и екстраплеурална којом се поред пнеумонектомијом такође уклања део дијафрагме, паријетална плеура и перикард са те стране.
Пнеумонектомија је ресекција плућа која је праћена знатно већим операционим морталитетом и морбидитетом од лобектомије. Осим класичних узрока операционог морбидитета, као што су респирацијски кардиоваскуларни, најзначајнији узрок постоперационих компликација је бронхоплеурна фистула. Ова компликација настаје код 5 до 10% болесника с пнеумонектомијом, док је према неким ауторима учесталост пре увођења механичког постављања шава бронха достизала и 15%. Ризик настанка ове компликације повећан је уколико је пнеумонектомија учињена после инфекције у плеурном простору.

## Опште информације
Плућа су веома динамичне грудне структуре које су неопходне за дисање, пХ равнотежу, производњу ензима и одбрану домаћина, између многих других функција. Дакле, плућа су подложна широком спектру патолошких стања, малигних и бенигних, која могу захтевати пнеумонектомију (потпуну ресекцију плућа).
Екстраплеурална пнеумонектомија је проширена процедура која укључује ресекцију паријеталне и висцералне плеуре, оболелог плућа, ипсилатералне хемидијафрагме, ипсилатералног перикарда и медијастиналних лимфних чворова.
Иако процедура носи ризик од морбидитета, укључујући срчане и плућне компликације, може бити корисна код пацијената са малигним мезотелиомом и екстензивним тимомима. Овај хируршки приступ је често повезан са зрачењем и хемотерапијом како би се побољшао преживљавање код обе болести.

## Индикације
Најчешћи разлог за пнеумонектомију је уклањање туморског ткива  код  малигних и бенигних болести.
Малигне индикације  укључују  следеће:
- Плућне метастазе (мање често)

- Карцином плућа не-малих ћелија.[13]

Бенигне индикације за пнеумонектомију укључују следеће:
- Хронична инфекција плућа (вишеструки апсцеси, бронхиектазије, гљивичне инфекције, туберкулоза)

- Трауматска повреда плућа

- Бронхијална опструкција са уништеним плућима

- Урођена болест плућа

Иако је најчешћа индикација за екстраплеуралну пнеумонектомију малигни мезотелиом, техника се такође може користити за лечење дисеминованих тимома и повремено туберкулозе на ограниченији начин.

## Контраиндикације
Пацијентову плућну функцију треба проценити и размотрити применом вентилационо-перфузионог скенирања са запремином форсираног издисаја у 1 секунди (ФЕВ1) мањим од 2 L. Комбиновани резултати ових тестова могу се користити за адекватно предвиђање постоперативне функције плућа. Пацијенти са предвиђеним постоперативним ФЕВ1 мањим од 0,8 L често се лече другим средствима и не разматрају се за пнеумонектомију. Иако хирурзи заснивају кандидатуру за екстраплеуралну пнеумонектомију на студијама плућне функције, пацијенте треба индивидуализовати и узети у обзир могучи учинак  ресекције.
Ехокардиографија се такође може обавити пре процедуре да би се проценила болест залистака, плућна хипертензија и вентрикуларна функција. Тешка валвуларна болест, потврђена тешка плућна хипертензија и лоша вентрикуларна функција могу спречити операцију.
Позитронска емисиона томографија и ЦТ скенирање грудног коша се користе за процену степена захватања болести.  Хируршка интервенција је забрањена код пацијената са болешћу која се протеже преко дијафрагме да би била интраабдоминална, која се протеже до контралатералног хемиторакса, захвата структуре медијастинума или, најчешће, инвазију ребра. Пошто су МРИ и ЦТ скенирање грудног коша непоуздане детерминанте инвазије зида грудног коша; ово се такође процењује интраоперативно.

## Анатомске промене
Након извршене пнеумонектомије долази до промена у грудној шупљини како би се надокнадила измењена анатомија. Преостала плућа се надувавају и померају  заједно са срцем ка сада празном простору. Овај простор је у почетку након операције пун ваздуха, али се онда он постепено апсорбује и течност на крају заузима место.  Течност која испуњава заостали простор у грудној шупљини полако се желатинизује у протеински материјал, а грудни кош се лагано смањује.

## Видеоасистирана унипортална пнеумонектомија
Видеоасистирана унипортална пнеумонектомија јесте једна од ноијих метода  одстрањења целог плућног крила минимално инвазивним приступом, која се примењује и у Србији.
Постоперативни ток пролази уредно, а пацијент се након недељу дана пуштена на кућно лечење у добром општем стању.
Овакав вид лечења пружа бројне предности пацијентима оболелим од тешких плућних болести, које су додатно отежане због придружених кардиоваскуларних болести и шечерне болести. Посебну предност успешности операције пружа мултидисциплинарни приступ (учешће лекара других специјалности) који омогућава прецизно испланирану и контролисану припрему оперативног лечења.

## Деснострана екстраплеурална пнеумонектомија
Субкостални рез или лапароскопија се могу користити за испитивање проширења абдомена када слика указује на трансдијафрагматичну захваћеност.
Затим се користи проширени постеролатерални торакотомски рез преко петог међуребарног простора, уз адекватну експозицију за екстраплеуралну дисекцију која се постиже ресекцијом петог ребра. Екстраплеурална дисекција иде од горње ка инфериорном у предњем делу, а затим у задњем делу. Посебно се води рачуна да се унутрашња млечна артерија и вена не авулирају напред или субклавијална артерија и вена позади. Додатна пажња се поклања горњој шупљој вени и азиготној вени када се сецира око врха плућа да би се избегла тракција.
Инвазија аорте и једњака се процењује током задње дисекције, као и перикарда преко предње дисекције.
Дијафрагматска подела и дисекција почињу антериорно и настављају се око постеролатерално, избегавајући повреду перитонеума.
Назогастрична сонда се може користити током постериорне дисекције за палпацију једњака и за спречавање његове повреде. Ово је обично најизазовнији део дисекције.
Руб круне дијафрагме је остављен са једњаком како би се обезбедио извор за причвршћивање фластера током каснијих фаза операције.
Како се дисекција наставља и достиже медијални аспект, перикардијални рез се продужава ради боље визуелизације доње шупље вене и хиларних судова.
Фокус се затим усмерава на поделу плућних судова и бронха. Након што се изолује десна главна плућна артерија, обично се користи ендоваскуларни хефталица да би се посуда поделила из унутрашњости перикарда поред доње шупље вене. Затим, горња и доња плућна вена се изолују и спајају на исти начин.
Десни главни бронх је изолован и подељен у близини карине, обично помоћу хефталице.
Изводи се стандардна дисекција лимфних чворова.
Садржај комплетне дисекције обухвата плућа са паријеталном и висцералном плеуром, ипсилатерални перикард, десну хемидијафрагму и лимфне чворове.
Када се узорак уклони, следи фаза реконструкције поступка.
За покривање патрљка бронха може се користити перикардијални масни јастучић.
Затим, велики фластер се пришије по ободу на зид грудног коша, руб круже остављен око једњака и ивица око перикарда.
Срчана хернија се покушава избећи постављањем протетског фластера на перикардни дефект и на дијафрагматични фластер.
Грудни кош се затим затвара и поставља се грудна цев за стезање након завршетка процедуре.
Пацијент се обично екстубира у операционој сали.

## Левострана екстраплеурална пнеумонектомија
Ова процедура се изводи на сличан начин као и десна техника, али са пацијентом у десном бочном положају декубитуса, уз неколико других разлика.
Додатне важне структуре за избегавање повреда укључују леви рекурентни ларингеални нерв током дисекције лука аорте и међуребарни крвни судова у постеромедијалној дисекцији.
Лева главна плућна артерија може бити дисецирана изван перикарда због своје краће дужине, али се свакако може поделити интраперикардијално.
Поред тога, током левостране процедуре, отстрањују се и аортопулмонални лимфни чворови.

## Компликације
Како је  пнеумонектомија прилично ризична операција  могуће су следеће компликације:
- Респираторна инсуфицијенција
- Крвни угрушак у плућима (плућна емболија)
- Упала плућа
- Шок
- Компликације од анестезије
- Обилна крварења (тампонада)
- Абнормални срчани ритмови
- Смањен доток крви у срце
- Хернија срца
- Дехисценција дијафрагме/перикарда
- Бронхоплеурална фистула
- Дубока венска тромбоза
- Едем плућа
- Инфаркт миокарда
- Инфекција ране
- Инфекција уринарног тракта
- Сепса
- Синдром постпнеумонектомије
- Емпијем

Године старости и сви други здравствени проблеми и други фактори ризика у моменту операције могу одредити постоперативни ризик и могуће постоперативне компликације. 

## Опоравак
Опоравак након пнеумонектомије вероватно ће трајати недељама или чак месецима. Ако је хирург раширио ребра да би дошао до плућа, подручје близу реза ће болети неко време након операције.   Ако је присутан емфизем или хронични бронхитис (честе болести међу пушачима), након операције током одређених активности пацијент ће имати осечај кратког даха.
Укупна активност може бити ограничена на 1 до 2 месеца. 